# Наташа Кайзер-Браун
Наташа Кайзер-Браун (англ. Natasha Kaiser-Brown; нар. 14 травня 1967) — американська спринтерка.

## Спортивні досягнення
Срібна олімпійська призерка з естафетного бігу 4×400 метрів (1992). Учасниця олімпійських змагань з бігу на 400 метрів (1992), в яких зупинилась на півфінальній стадії.
Чемпіонка світу з естафетного бігу 4×400 метрів (1993). Срібна призерка чемпіонатів світу з бігу на 400 метрів (1993) та естафетного бігу 4×400 метрів (1991, 1997; обидва рази виступала в попередньому забігу).
Дворазова срібна призерка чемпіонатів світу в приміщенні з естафетного бігу 4×400 метрів (1993, 1997).
Чемпіонка Універсіади з естафетного бігу 4×400 метрів (1989).
Чемпіонка Панамериканських ігор з естафетного бігу 4×400 метрів (1991). Фінішувала 4-ю у бігу на 400 метрів на Панамериканських іграх (1991).
Чемпіонка США з бігу на 400 метрів (1994).